# Tiranmiervogel
De tiranmiervogel (Cercomacroides tyrannina) is een zangvogel uit de familie Thamnophilidae (miervogels).

## Verspreiding en leefgebied
Deze soort komt voor van Mexico tot in het Amazonegebied en telt vier ondersoorten:
- C. t. crepera: van zuidoostelijk Mexico tot westelijk Panama.
- C. t. tyrannina: van oostelijk Panama tot westelijk Ecuador, oostelijk Colombia, zuidelijk Venezuela en noordwestelijk Brazilië.
- C. t. vicina: noordelijk Colombia en noordwestelijk Venezuela.
- C. t. saturatior: oostelijk Venezuela, de Guyana's en noordoostelijk Brazilië.

## Status
De grootte van de populatie is in 2019 geschat op 0,5- 5 miljoen volwassen vogels. Op de Rode lijst van de IUCN heeft deze soort de status niet bedreigd.